# Ильин, Григорий Ильич
Григо́рий Ильи́ч Ильи́н (1845 — ?) — крестьянин, депутат Государственной думы I созыва от Томской губернии.

## Биография
Православный. В момент избрания в Думу крестьянин села деревни Кашкаргаиха Тальменской волости Барнаульского уезда Томской губернии, место рождения неизвестно. Грамоте обучался дома, оставался малограмотным. Занимался земледелием.
В феврале 1906 года избран выборщиком от Тальменской волости на уездное избирательное собрание. 7 мая 1906 года съездом уполномоченных от волостей Барнаульского уезда был избран выборщиком на губернское избирательное собрание. 31 мая 1906 избран в Государственную думу I созыва от общего собрания выборщиков Томского губернского избирательного собрания. В партийные фракции не вошел. Поставил свою подпись под заявлением 10 депутатов Государственной думы об увеличении числа членов Аграрной комиссии за счет представителей от Сибири. После роспуска Думы вернулся на родину в первой половине августа 1906 года.
Активно участвовал в  избирательной кампании во Вторую Государственную Думу. Избран от Тальменской волости для  участия в избирательном собрании Барнаульского уезда весной 1907 года.
8 апреля 1907 года съездом уполномоченных от волостей Барнаульского уезда был избран выборщиком для участия в Томском губернском избирательном собрании. Но на нём 9-10 мая 1907 года был "забаллотирован" и не депутатом второй Думы от Томской губернии избран не был.
Дальнейшая судьба и дата смерти неизвестны.